# Bracon scythus
Bracon scythus är en stekelart som beskrevs av Greese 1928. Bracon scythus ingår i släktet Bracon och familjen bracksteklar. Inga underarter finns listade.